# Per-Willy Amundsen
Per-Willy Trudvang Amundsen (født 21. januar 1971 i Harstad) er en norsk parlamentarisk repræsentant ( Frp). Han er uddannet erhvervsøkonom og tidligere forretningsmand. I Storgsvalget i 2017 blev han valgt som Fremskrittspartiets første kandidat i Troms. Han var justitsminister i Erna Solbergs regering fra 20. december 2016 til 17. januar 2018